# Zibreira
Zibreira is een plaats (freguesia) in de Portugese gemeente Torres Novas en telt 1058 inwoners (2001).